# 35e cérémonie des Imagen Awards
La 35e cérémonie des Imagen Awards a eu lieu le 24 septembre 2020 à Los Angeles, et a récompensé les films réalisés dans l'année.
Les nominations ont été annoncées le 5 août 2020.

## Palmarès
Les lauréats seront indiqués ci-dessous dans chaque catégorie en caractères gras.

### Meilleur film
★  Dora et la Cité perdue

### Meilleure actrice dans un long métrage
★  Isabela Merced pour le rôle de Dora l'exploratrice dans Dora et la Cité perdue (Dora and the Lost City of Gold)

### Meilleur acteur dans un long métrage
- Eugenio Derbez pour le rôle de Alejandro Gutierrez dans Dora et la Cité perdue (Dora and the Lost City of Gold)

### Meilleur réalisateur dans un long métrage
★  James Bobin pour Dora et la Cité perdue (Dora and the Lost City of Gold)